# Gusiew
Gusiew, Gąbin (ros. Гусев; dawn. niem. Gumbinnen) – miasto w Rosji, w obwodzie królewieckim, siedziba rejonu gusiewskiego.
Miasto leży w regionie Małej Litwy. Miejscowość położona u zbiegu rzek Pissy i Rominty około 20 kilometrów na wschód od Wystrucia, na trasie E28 i linii kolejowej Królewiec – Moskwa, ze stacją Gusiew. Ośrodek życia polonijnego.

## Gospodarka
W mieście rozwinął się przemysł precyzyjny, elektroniczny, spożywczy oraz dziewiarski.

## Historia

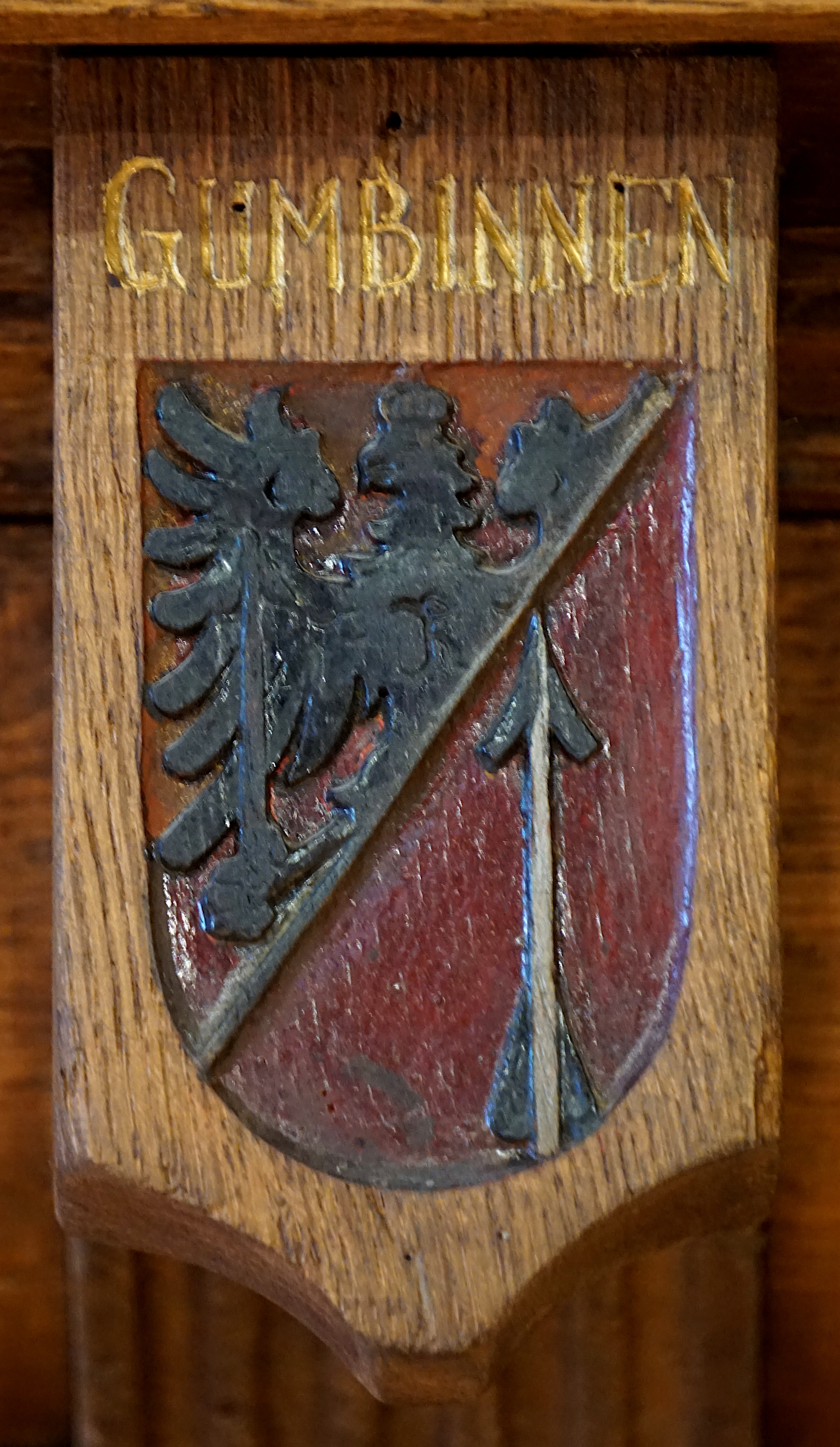
Dawny herb Gusiewa w sali plenarnej staromiejskiego ratusza w Gdańsku

Pierwsza wzmianka o miejscowości Gumbinen pochodzi z roku 1580, jednak już na mapie z 1576 roku w miejscu tym istniała osada Bisserkeim. Dokument z wizytacji kościoła w „Gombinnen” z 1638 r. opisał kościół jako dobrze ugruntowaną ostoję: kościół został zbudowany od starości i był zbyt mały dla tej parafii i wspólnoty. Nazwa Gumbinen pochodzi z języka litewskiego i oznacza zakole rzeki. Do 1657 stanowiła lenno Polski.
W wyniku najazdu tatarskiego w 1656 roku oraz zarazy z lat 1709–1711 wieś podupadła. Program osadnictwa realizowany przez króla pruskiego Fryderyka I spowodował napływ na okoliczne tereny imigrantów z Salzburga w 1732 i rozwój wsi. Odbicie to miało w nazwaniu kościoła salzburskim a także szpitala. W 1724 roku Gąbin uzyskał prawa miejskie. Wojna siedmioletnia i wojny napoleońskie stanowiły znaczne obciążenie ekonomiczne dla miasta, w którym stacjonowały i przez które maszerowały wojska rosyjskie, pruskie i francuskie. W czerwcu 1812 roku w mieście przez 4 dni przebywał Napoleon.

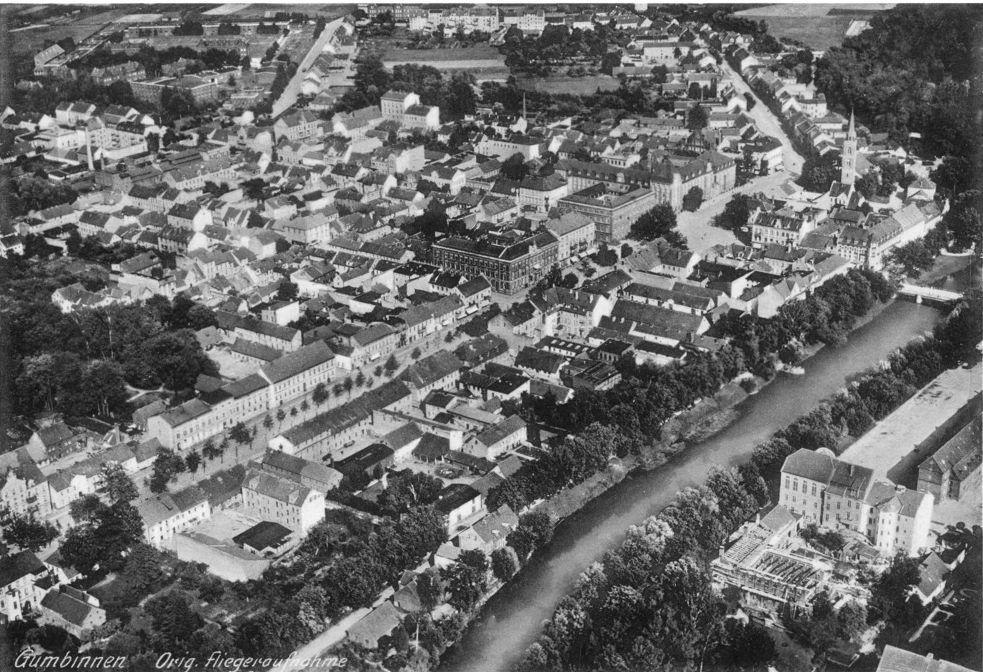
Gąbin przed 1944 z lotu ptaka

Po reformie administracyjnej Prus, od 1818 roku, miasto było siedzibą powiatu grodzkiego (Kreis) oraz stolicą rejencji Gumbinen. W XIX wieku miasto rozrosło się, stanowiło ważny ośrodek garnizonowy oraz przemysłowy (firmy z branży budowlanej i drzewnej). Podczas I wojny światowej, w 1914 roku w pobliżu miasta doszło do dużej bitwy pomiędzy wojskami rosyjskimi i niemieckimi. Część zabudowy uległa zniszczeniu, jednak dość szybko nastąpiła odbudowa. W 1930 roku w mieście otwarto wyższą szkołę inżynieryjną.
16 października 1944 roku w wyniku bombardowania lotnictwa sowieckiego zniszczone zostało śródmieście. Wobec zbliżających się wojsk radzieckich rozpoczęto ewakuację ludności miasta, 21 stycznia 1945 roku po zaciętych walkach miasto zostało zdobyte przez oddziały 3. Frontu Białoruskiego.
Po wojnie miasto przypadło ZSRR. W roku 1946 jego nazwę zmieniono na Gusiew, na pamiątkę Bohatera Związku Radzieckiego, Siergieja Iwanowicza Gusiewa, zastępcy dowódcy batalionu ds. politycznych, który poległ 18 stycznia 1945 podczas walk o miasto (utonął wraz z czołgiem w rzece). Miejscowość jest siedzibą rejonu i ośrodkiem przemysłu elektrotechnicznego.

## Zabytki
- gmach rejencji, pocz. XX w.
- kościół ewangelicki, tzw. salzburski (niem. Salzburger Kirche, ros. Zal’cburgskaja kircha) – klasycystyczny z 1840, odbudowany w latach 90. XX w.
- technikum rolnicze, dawne gimnazjum z pocz. XX w.; neogotyckie
- posąg łosia (1911) – uważany za symbol miasta
- muzeum historyczno-krajoznawcze
- cerkiew prawosławna (dawniej kościół staroluterski), 1926
- gmach banku z pocz. XX w.
- koszary z przełomu XIX/XX w.
- niezachowane – m.in. kościół ewangelicki (staromiejski) z 1720 i kościół ewangelicko-reformowany (1736–1739)

## Miasta partnerskie
- Olecko ( zawieszona współpraca)[6]
- Pieniężno
- Grajewo